# Brăhășești
Brăhășești est une commune de Moldavie roumaine, dans le județ de Galați.

## Démographie
Lors du recensement de 2011, 59,17 % de la population se déclarent roms et 24,68 % roumains (16,11 % ne déclarent pas d'appartenance ethnique et 0,02 % déclarent appartenir à une autre ethnie).

## Politique
| Parti | Parti                         | Sièges |
| ----- | ----------------------------- | ------ |
|       | Parti des Roms « Pro-Europe » | 13     |
|       | Parti national libéral (PNL)  | 2      |